# Lago Czaple
Il lago Czaple (['tʂ͡aplc]) è un lago che si trova vicino alla città di Drawsko Pomorskie, nel Voivodato della Pomerania Occidentale in Polonia. 

## Geografia
Ha una superficie di 1,1993 km². La profondità massima è 25 m.
In realtà, il lago si compone di due piccoli laghi, il Czapla Mała ed il Czapla Duża che sono collegati fra di loro.
Nel lago vivono molte specie di pesci, come la tinca, il pesce persico, l'esox, il carassius, l'alborella, la bottatrice e la sandra.